# Lenwade
Lenwade – wieś w Anglii, w hrabstwie Norfolk. Leży 13,7 km od miasta Dereham, 16,4 km od Norwich i 157,5 km od Londynu. W 2016 miejscowość liczyła 524 mieszkańców.